# 軍雞 (漫畫)
《军鸡》（日语：軍鶏）由桥本以藏原作、田中亚希夫作畫的日本漫画作品。於1998年开始在《漫畫ACTION》连载，并在2004年改在《Evening》连载。其在2007年因为原作者與作畫者创作过程中的冲突而中止连载，之后在2011年恢复连载并于2015年完结。本作曾于2007年改编为香港电影。

## 故事背景
军鸡因为它的故事主人公是一个冥顽不化，冷酷无情的罪犯而与其他的青年漫画截然不同。在漫画中自始至终，成岛亮这个角色被描述为对谋杀父母一事毫不悔改（而作品后来揭示了亮的父母对亮的身体虐待和亮的人生的完全掌控），并且为了自己变得更强不惜伤害和强奸他人。尽管可以说成岛亮已经赎罪（证据就是成岛亮对妹妹的关心照顾以及其他在漫画中展示的仁慈慷慨的行为），成岛亮却是一个急速坠入黑暗的拜伦式英雄，随着他渐渐屈服于堕落和野蛮，他改过自新的机会也在一点点流逝。然而，亮对亲近的人坦诚相待，并且在他们需要帮助时会毫不犹豫地给予帮助。亮在作品中也和一个大师的孙女，燕，坠入爱河。他在中国生活时曾经跟随这位大师学习。而亮与燕的感情因燕的自杀而告终，因此他坚决地杀死了逼迫燕自杀的人。
这个漫画中展现出的一个次要主题就是社会建立在道德之上的社会分化，它如何谴责像成岛一样的年轻罪犯，以及这种谴责如何将成岛逼到社会边缘并让他的人生走入正途以及赎罪的机会变得更加微小。
《军鸡》中为数众多的配角成为了成岛的戏剧陪衬，菅原直人尤为如此。菅原直人的存在可以说是社会对暴力的认知失调的一个例子，因为他和成岛亮拥有同样的能力，成岛亮成立一个社会贱民，而菅原直人拥有名声，金钱和社会的宠爱。成岛因为他的暴力招式而被臭骂，与此同时菅原却在几乎相同的背景中，使用着相同的招式而得到了讴歌和赞美。这是在“传统空手道vs现在空手道”中不断被重复的主题，在亮和番龙会的不少年长成员发现他们已经迷失在这个传统空手道相比现代运动空手道已经被蔑视的世界。此时不得不提Resshin，这个跟他的弟弟建立了番龙会的人，他因为对生活在充满了“失去爪子的人”的国家而感到失望而自杀，而他和弟弟用来在第二次世界大战时期生存的格斗风格被无情地以现代理想定义。
这个故事由1997年的神户连环儿童谋杀案启发，在这起案件中一位14岁的男孩“少年A”杀死了为数众多的儿童并对其进行斩首。
成岛亮以两个人作为原型：
- 青少年犯罪部分：少年A
- 武术部分：极真会馆的成岛龙， 这个空手道格斗家的名字与主角名字的拼写相同。

## 登場角色
成嶋亮

黑川健兒

成嶋夏美

菅原直人

山崎

望月謙介

船戸萌美

## 出版書籍
| 冊數 | 雙葉社         | 雙葉社             | 東立出版社     | 東立出版社             |
| 冊數 | 發售日期       | ISBN               | 發售日期       | ISBN                   |
| ---- | -------------- | ------------------ | -------------- | ---------------------- |
| 1    | 1998年11月12日 | ISBN 4-575-82383-X | 1999年12月16日 | ISBN 978-957-348-469-1 |
| 2    | 1999年1月5日   | ISBN 4-575-82394-5 | 2000年3月9日   | ISBN 978-957-348-470-7 |
| 3    | 1999年4月12日  | ISBN 4-575-82416-X | 2000年4月28日  | ISBN 978-957-349-182-8 |
| 4    | 1999年7月9日   | ISBN 4-575-82432-1 | 2001年5月22日  | ISBN 978-957-349-183-5 |
| 5    | 2000年3月28日  | ISBN 4-575-82452-6 | 2001年9月13日  | ISBN 978-957-699-193-6 |
| 6    | 2000年4月28日  | ISBN 4-575-82488-7 | 2001年10月3日  | ISBN 978-957-699-194-3 |
| 7    | 2000年5月22日  | ISBN 4-575-82492-5 | 2001年11月3日  | ISBN 978-957-699-862-1 |
| 8    | 2000年6月27日  | ISBN 4-575-82499-2 | 2001年12月3日  | ISBN 978-957-699-863-8 |
| 9    | 2000年9月8日   | ISBN 4-575-82509-3 | 2002年3月8日   | ISBN 978-986-11-0026-5 |
| 10   | 2000年12月11日 | ISBN 4-575-82525-5 | 2002年3月16日  | ISBN 978-986-11-0157-6 |
| 11   | 2001年3月26日  | ISBN 4-575-82551-4 | 2002年4月8日   | ISBN 978-986-11-0236-8 |
| 12   | 2001年6月28日  | ISBN 4-575-82572-7 | 2002年5月3日   | ISBN 978-986-11-0349-5 |
| 13   | 2001年10月28日 | ISBN 4-575-82607-3 | 2002年5月27日  | ISBN 978-986-11-0487-4 |
| 14   | 2001年12月19日 | ISBN 4-575-82627-8 | 2002年7月6日   | ISBN 978-986-11-0617-5 |
| 15   | 2002年4月18日  | ISBN 4-575-82663-4 | 2002年8月19日  | ISBN 978-986-11-0942-8 |
| 16   | 2002年8月18日  | ISBN 4-575-82709-6 | 2002年9月24日  | ISBN 978-986-11-0943-5 |
| 17   | 2002年12月12日 | ISBN 4-575-82760-6 | 2003年1月4日   | ISBN 978-986-11-1539-9 |
| 18   | 2003年4月19日  | ISBN 4-575-82816-5 | 2003年5月27日  | ISBN 978-986-11-2448-3 |
| 19   | 2003年7月19日  | ISBN 4-575-82845-9 | 2003年7月30日  | ISBN 978-986-11-2652-4 |

### 講談社版
| 冊數 | 講談社         | 講談社                 |
| 冊數 | 發售日期       | ISBN                   |
| ---- | -------------- | ---------------------- |
| 20   | 2005年6月23日  | ISBN 4-06-352113-3     |
| 21   | 2005年6月23日  | ISBN 4-06-352114-1     |
| 22   | 2005年10月21日 | ISBN 4-06-352128-1     |
| 23   | 2006年3月23日  | ISBN 4-06-352140-0     |
| 24   | 2006年8月23日  | ISBN 4-06-352159-1     |
| 25   | 2006年11月22日 | ISBN 4-06-352169-9     |
| 26   | 2011年10月21日 | ISBN 978-4-06-352381-2 |
| 27   | 2012年3月23日  | ISBN 978-4-06-352402-4 |
| 28   | 2012年8月23日  | ISBN 978-4-06-352429-1 |
| 29   | 2013年2月22日  | ISBN 978-4-06-352447-5 |
| 30   | 2013年6月21日  | ISBN 978-4-06-352463-5 |
| 31   | 2013年12月20日 | ISBN 978-4-06-352491-8 |
| 32   | 2014年5月23日  | ISBN 978-4-06-354512-8 |
| 33   | 2014年9月22日  | ISBN 978-4-06-354537-1 |
| 34   | 2015年2月23日  | ISBN 978-4-06-354558-6 |

Evening KCDX版
```
『軍鶏』 講談社〈Evening KCDX〉此版本是將之前的單行本重新編排再版、共7卷。
```

| 冊數   | 講談社        | 講談社                 | 收錄卷數          |
| 冊數   | 發售日期      | ISBN                   | 收錄卷數          |
| ------ | ------------- | ---------------------- | ----------------- |
| 卷之壱 | 2011年6月23日 | ISBN 978-4-06-376094-1 | 1~3卷             |
| 卷之弍 | 2011年7月22日 | ISBN 978-4-06-376095-8 | 4~6卷             |
| 卷之參 | 2011年7月22日 | ISBN 978-4-06-376096-5 | 7~9卷             |
| 卷之四 | 2011年8月23日 | ISBN 978-4-06-376110-8 | 10~12卷           |
| 卷之伍 | 2011年8月23日 | ISBN 978-4-06-376111-5 | 13~15卷           |
| 卷之六 | 2011年9月23日 | ISBN 978-4-06-376120-7 | 16~17卷           |
| 卷之柒 | 2011年9月23日 | ISBN 978-4-06-376121-4 | 18~19卷+未收錄4話 |

### 文藝社、軍鶏外傳
2005年6月發行、ISBN 978-4286001357（小說）

## 电影
《軍雞》于2007年被改编为香港电影。该电影由郑保瑞执导，由余文乐主演。

## 法律争议
这个由桥本以藏创作故事，田中亚希夫作画的漫画于1998年在Manga Action首次连载。后来其进入evening连载并且因为创作争议而在2007年停刊。《军鸡》漫画作者田中亚希夫在一个版权诉讼案件中向《军鸡》剧情作者桥本以藏索赔1.5亿日元（约合140万美元），该案件于2008年6月于东京地方法院开庭审理。田中亚希夫坚称他而不是桥本以藏创作了故事和角色概念。在2011年7月18日，田中亚希夫在他的主页上宣布《军鸡》将会在2011年7月27日回归《Evening》杂志，而其标题也会广泛重印。 这套漫画的连载一直持续到2015年1月13日。

## 外部連結
- 軍鶏 / たなか亜希夫 - イブニング公式サイト - モアイ （页面存档备份，存于）
- たなか亜希夫公式サイト“TANAKA AKIO WORKS” （页面存档备份，存于）